# Фоттнер, Хельмут
Хельмут Фоттнер (нем. Helmut Fottner; 24 декабря 1927 — 1 сентября 2009) — немецкий футболист, нападающий. Выступал за сборную Саара.

## Биография
Начинал игровую карьеру в мюнхенской «Баварии», откуда в 1947 году перешёл в клуб «Мюнхен 1860». В первый же сезон занял с командой второе место в зоне «Юг» немецкой Оберлиги и вышел в финальную стадию чемпионата Германии, где вылетел в 1/4 финала. Всего в составе «Мюнхен 1860» провёл пять сезонов, но призовых мест больше не занимал. 
В 1952 году стал игроком клуба юго-западной зоны «Саар 05», где выступал на протяжении двух сезонов. В этот же период он провёл две игры за сборную Саара. Дебютировал 8 ноября 1953 года в матче отборочного турнира чемпионата мира 1954 против сборной Норвегии (0:0). Также сыграл в товарищеской встрече против сборной Уругвая 5 июня 1954 года, которая завершилась крупнейшим поражением в истории сборной Саара 1:7.
С 1954 по 1956 год Фоттнер выступал в Швейцарии за клуб «Цюрих». В 1956 году ненадолго вернулся в ФРГ, где отыграл один сезон в клубе «Рот-Вайсс» (Эссен). Последние годы карьеры провёл в нидерландских клубах «Энсхеде» и ГВАВ, а также в швейцарском «Берне». Завершил карьеру в 1960 году.